# Calvário (Josefa de Óbidos)
Calvário é um óleo sobre madeira da autoria da pintora Josefa de Óbidos. Pintado em 1679 e mede 160 cm de altura e 174 cm de largura.
A pintura pertence à Santa Casa da Misericórdia de Peniche.